# Obeckov
Obeckov es un municipio del distrito de Veľký Krtíš en la región de Banská Bystrica, Eslovaquia, con una población estimada a final del año 2024 de 433 habitantes.
Se encuentra ubicado al suroeste de la región, en la cuenca hidrográfica del río Ipoly —un afluente izquierdo del Danubio— y cerca de la frontera con la región de Nitra y con Hungría.

## Demografía
| Año        | 1994 | 2004     | 2014    | 2024     |
| ---------- | ---- | -------- | ------- | -------- |
| Población  | 424  | 478      | 496     | 433      |
| Diferencia |      | +12,73 % | +3,76 % | −12,70 % |

| Año        | 2023 | 2024    |
| ---------- | ---- | ------- |
| Población  | 424  | 433     |
| Diferencia |      | +2,12 % |